# Agnes Randolph
Agnes Randolph of Dunbar, känd som Black Agnes, född 1312, död 1369, var en skotsk adelsdam. Hon blev berömd för sitt framgångsrika försvar av Dunbar Castle under en fem månader lång belägring av engelsmännen 1338.